# Boone (Iowa)
Boone es una ciudad situada en el condado de Boone, y capital de dicho condado, en el estado de Iowa, Estados Unidos. Según el censo de 2010 tenía una población de 12.661 habitantes.

## Geografía
Según la Oficina del Censo de los Estados Unidos, la localidad tiene un área total de 23,37 km², de los cuales 23,36 km² corresponden a tierra firme y el restante 0,01 km² a agua, que representa el 0,04% de la superficie total de la localidad.

## Demografía
Según el censo de 2010, había 12.661 personas residiendo en la localidad. La densidad de población era de 541,76 hab./km². Había 5.917 viviendas con una densidad media de 253,19 viviendas/km². El 96,66% de los habitantes eran blancos, el 0,79% afroamericanos, el 0,29% amerindios, el 0,44% asiáticos, el 0,01% isleños del Pacífico, el 0,52% de otras razas, y el 1,29% pertenecía a dos o más razas. El 1,99% de la población eran hispanos o latinos de cualquier raza.